# Oratorio della Via Crucis nel Foro Romano

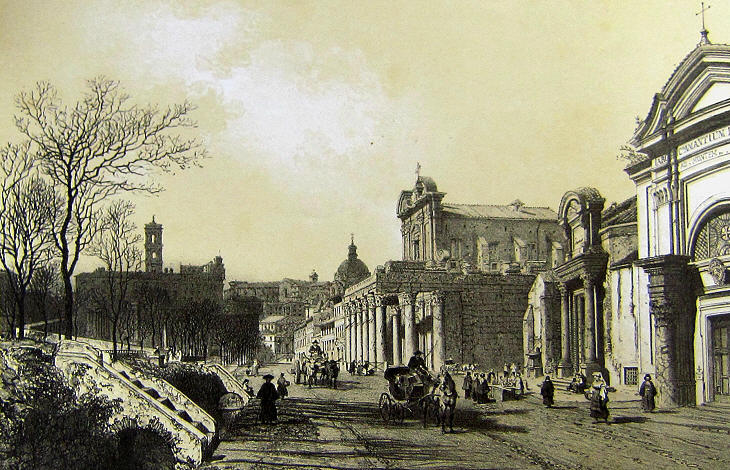
Nesta gravura de Philippe Benoist (1865), o oratório é a primeira igreja à direita. Mais a frente, o Templo de Rômulo (que era parte de Santi Cosma e Damiano) e a igreja de San Lorenzo in Miranda.

Oratorio della Via Crucis nel Foro Romano, conhecida também como Gesù e Maria al Monte Calvario, era um oratório barroca que ficava no Fórum Romano, à direita do Templo de Rômulo (que na época era parte da basílica de Santi Cosma e Damiano), no rione Campitelli de Roma. Ela preenchia o espaço entre o templo e a Basílica de Maxêncio.

## História

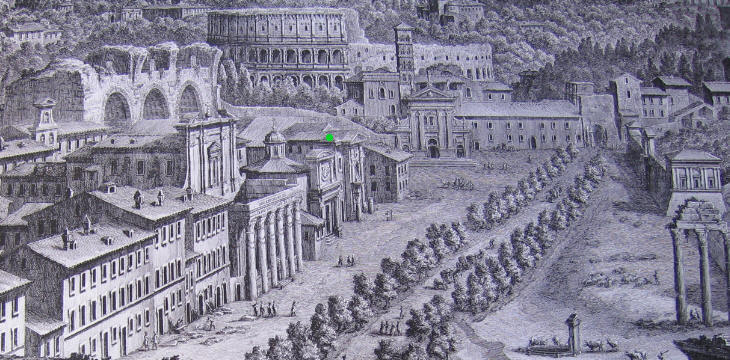
A "Grande Vista" do Fórum Romano de Giuseppe Vasi (1765), com o Oratório marcado em verde. Depois dele, a subida do monte Vélia até a Basílica de Maxêncio. O Coliseu e Santa Francesca Romana estão ao lado. À direita, o Arco de Tito.

Este oratório foi construído em algum momento depois de 1753 (ela não aparece na gravura 32 de Giuseppe Vasi, de 1752) e durante o pontificado do papa Bento XIV (r. 1740-1758) para uma confraria de padres conhecida como Amanti de Gesù e Maria al Monte Calvario. Eles eram responsáveis pelos aspectos litúrgicos e sacramentais das celebrações realizadas no Coliseu, especialmente as estações da cruz. Procissões pelas estações até o Coliseu costumavam a começar ali. A confraria propriamente dita era baseada na igreja de San Gregorio dei Muratori.
Apesar de seu tamanho diminuto, era uma igrejinha ricamente decorada com uma fachada barroca com dois andares flanqueada por pilastras gigantes e coroada por um frontão triangular. O interior era estreito e retangular, mas proporcionalmente muito alto.
Ela foi demolida sem necessidaed em 1877 como parte de uma campanha para remover qualquer elemento arquitetural pós-Império Romano do Fórum. Já se sabia na época que ela ficava no local de uma antiga via, chamada Clivus ad Carinas, e, por isso, não havia razão arqueológica genuína para removê-la. 